# Stenopterygius
Stenopterygius és un gènere d'ictiosaures que van viure des del Juràssic inferior fins al Juràssic mitjà, en el que avui és Alemanya.